# Stridsvagnshinder

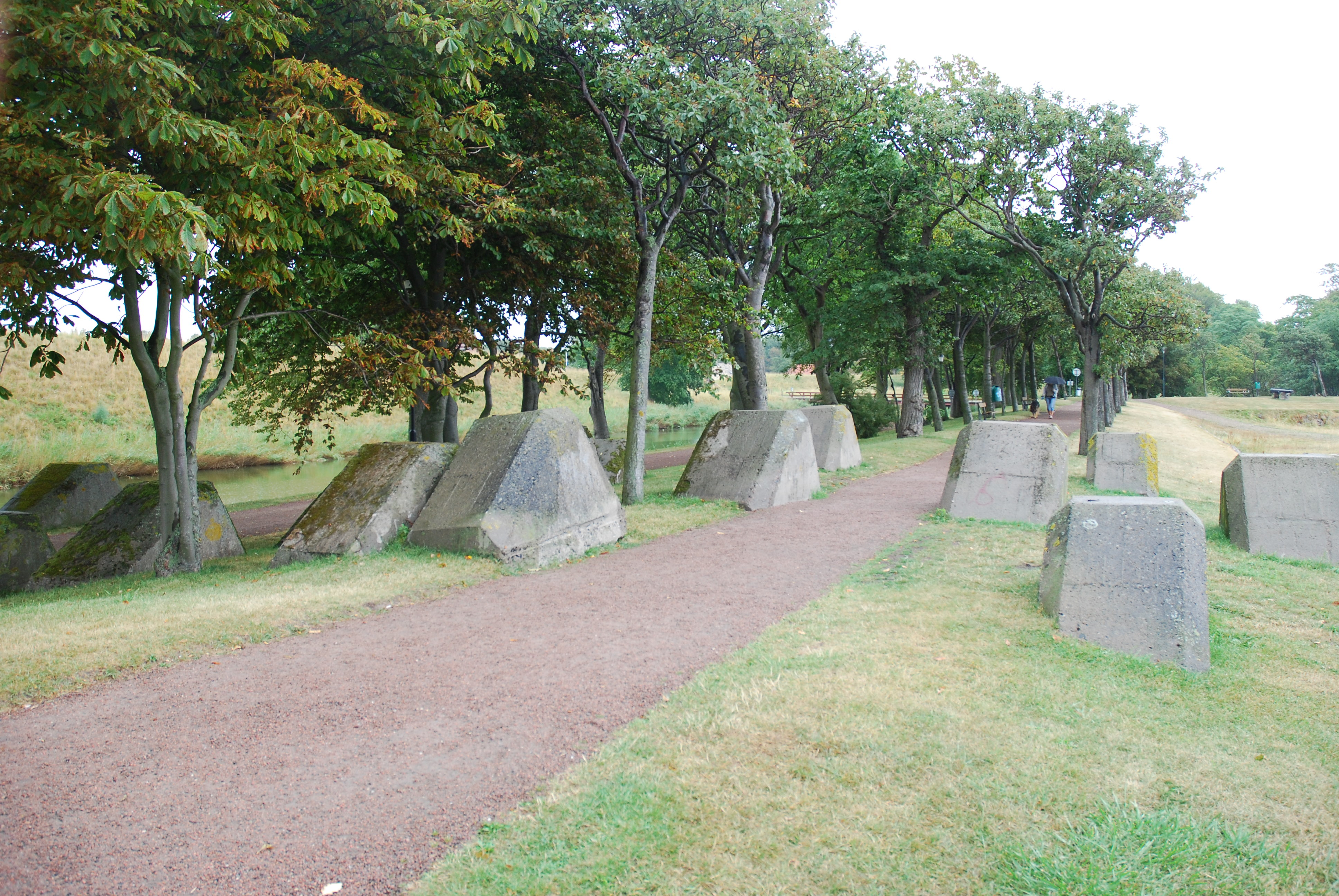
Stridsvagnshinder i Landskrona

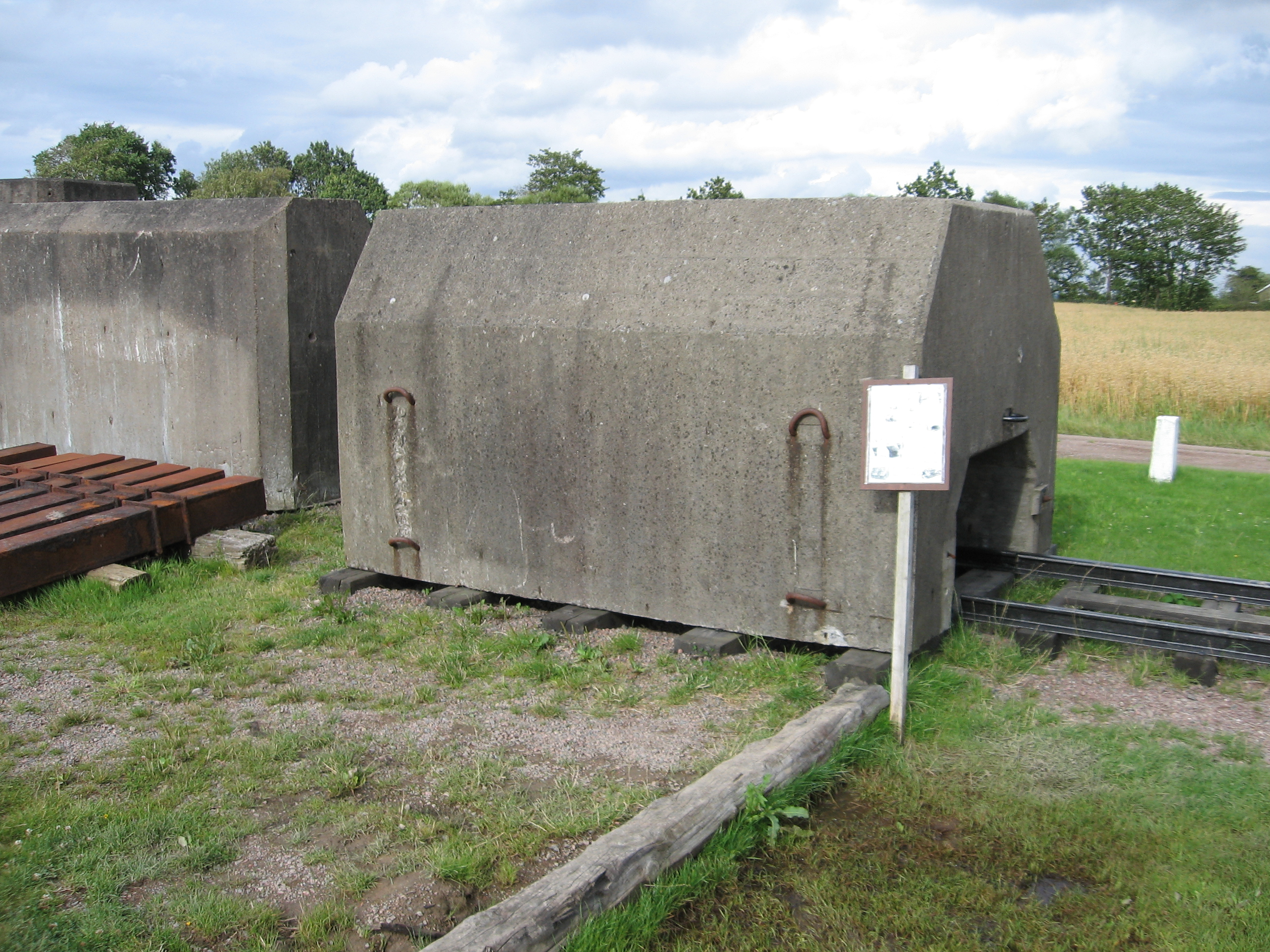
Stridsvangshinder som finns på Beredskapsmuseet i Djuramossa utanför Helsingborg.

Stridsvagnshinder är en typ av hinder som är avsedda att hindra pansarfordon från att förflytta sig över dem. Dessa hinder finns i flera varianter bland annat i form av grävda diken med branta vallar, förstärkta betongblock, draktänder och tjeckiska igelkottar. Under finska vinterkriget fällde finländarna träd över vägarna för att hindra framfarten av sovjetiska stridsvagnar och andra fordon. Detta kan ses som ett naturligt stridsvagnshinder.